# Kolarstwo na Letnich Igrzyskach Olimpijskich 2016 – keirin mężczyzn
Keirin mężczyzn podczas Letnich Igrzysk Olimpijskich 2016 rozegrany został 16 sierpnia na torze Rio Olympic Velodrome.

## Terminarz
Czas w Rio de Janeiro (UTC-3:00)
| Data             | Godzina |                           |
| ---------------- | ------- | ------------------------- |
| 16 sierpnia 2016 | 10:18   | Pierwsza runda            |
| 16 sierpnia 2016 | 11:25   | Pierwsza runda – repasaże |
| 16 sierpnia 2016 | 16:46   | Druga runda               |
| 16 sierpnia 2016 | 18:14   | Finały                    |

## Wyniki

### Pierwsza runda
Wyniki:
| Pozycja | Zawodnik           |
| ------- | ------------------ |
| 1.      | Michaël D’Almeida  |
| 2.      | Joachim Eilers     |
| 3.      | Theo Bos           |
| 4.      | Christos Wolikakis |
| 5.      | Patrick Constable  |
| 6.      | Im Chae-bin        |

| Pozycja | Zawodnik          |
| ------- | ----------------- |
| 1.      | Damian Zieliński  |
| 2.      | Matthew Glaetzer  |
| 3.      | Kang Dong-jin     |
| 4.      | Edward Dawkins    |
| 5.      | Kazunari Watanabe |
| 6.      | Pavel Kelemen     |
| 7.      | Dienis Dmitrijew  |

| Pozycja | Zawodnik          |
| ------- | ----------------- |
| 1.      | Sam Webster       |
| 2.      | Matthijs Büchli   |
| 3.      | François Pervis   |
| 4.      | Krzysztof Maksel  |
| 5.      | Azizulhasni Awang |
| 6.      | Callum Skinner    |
| 7.      | Ángel Pulgar      |

| Pozycja | Zawodnik          |
| ------- | ----------------- |
| 1.      | Jason Kenny       |
| 2.      | Fabián Puerta     |
| 3.      | Maximilian Levy   |
| 4.      | Hugo Barrette     |
| 5.      | Matthew Baranoski |
| 6.      | Yuta Wakimoto     |
| 7.      | Hersony Canelón   |

#### Repasaże
Wyniki:
| Pozycja | Zawodnik          |
| ------- | ----------------- |
| 1.      | Azizulhasni Awang |
| 2.      | Hugo Barrette     |
| 3.      | Theo Bos          |
| 4.      | Pavel Kelemen     |

| Pozycja | Zawodnik          |
| ------- | ----------------- |
| 1.      | Krzysztof Maksel  |
| 2.      | Im Chae-bin       |
| 3.      | Kang Dong-jin     |
| 4.      | Kazunari Watanabe |
| 5.      | Hersony Canelón   |

| Pozycja | Zawodnik          |
| ------- | ----------------- |
| 1.      | François Pervis   |
| 2.      | Yuta Wakimoto     |
| 3.      | Edward Dawkins    |
| 4.      | Ángel Pulgar      |
| 5.      | Patrick Constable |

| Pozycja | Zawodnik           |
| ------- | ------------------ |
| 1.      | Christos Wolikakis |
| 2.      | Dienis Dmitrijew   |
| 3.      | Matthew Baranoski  |
| 4.      | Maximilian Levy    |
| 5.      | Callum Skinner     |

### Druga runda
Wyniki:
| Pozycja | Zawodnik           |
| ------- | ------------------ |
| 1.      | Jason Kenny        |
| 2.      | Matthijs Büchli    |
| 3.      | Azizulhasni Awang  |
| 4.      | Matthew Glaetzer   |
| 5.      | Christos Wolikakis |
| 6.      | Michaël D’Almeida  |

| Pozycja | Zawodnik         |
| ------- | ---------------- |
| 1.      | Joachim Eilers   |
| 2.      | Damian Zieliński |
| 3.      | Fabián Puerta    |
| 4.      | Krzysztof Maksel |
| 5.      | François Pervis  |
| 6.      | Sam Webster      |

### Finały
Wyniki:
| Pozycja | Zawodnik          |
| ------- | ----------------- |
| złoto   | Jason Kenny       |
| srebro  | Matthijs Büchli   |
| brąz    | Azizulhasni Awang |
| 4.      | Joachim Eilers    |
| 5.      | Fabián Puerta     |
| 6.      | Damian Zieliński  |

| Pozycja | Zawodnik           |
| ------- | ------------------ |
| 7.      | Sam Webster        |
| 8.      | Michaël D’Almeida  |
| 9.      | Krzysztof Maksel   |
| 10.     | Matthew Glaetzer   |
| 11.     | François Pervis    |
| 12.     | Christos Wolikakis |